# اسپرسی (سرده)
اسپرسی، ماش معطر (نام علمی: Hedysarum) نام یک سرده از زیرخانواده باقالی‌ها است. این جنس در ایران ۱۸ گونه گیاه علفی چند ساله علوفه‌ای دارد.

## نگارخانه

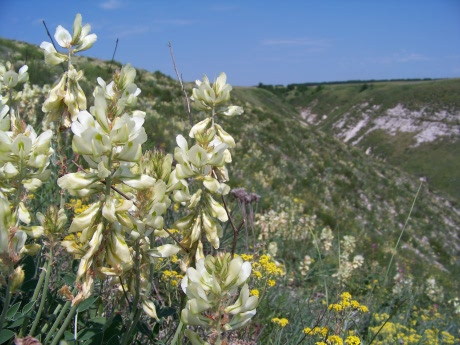
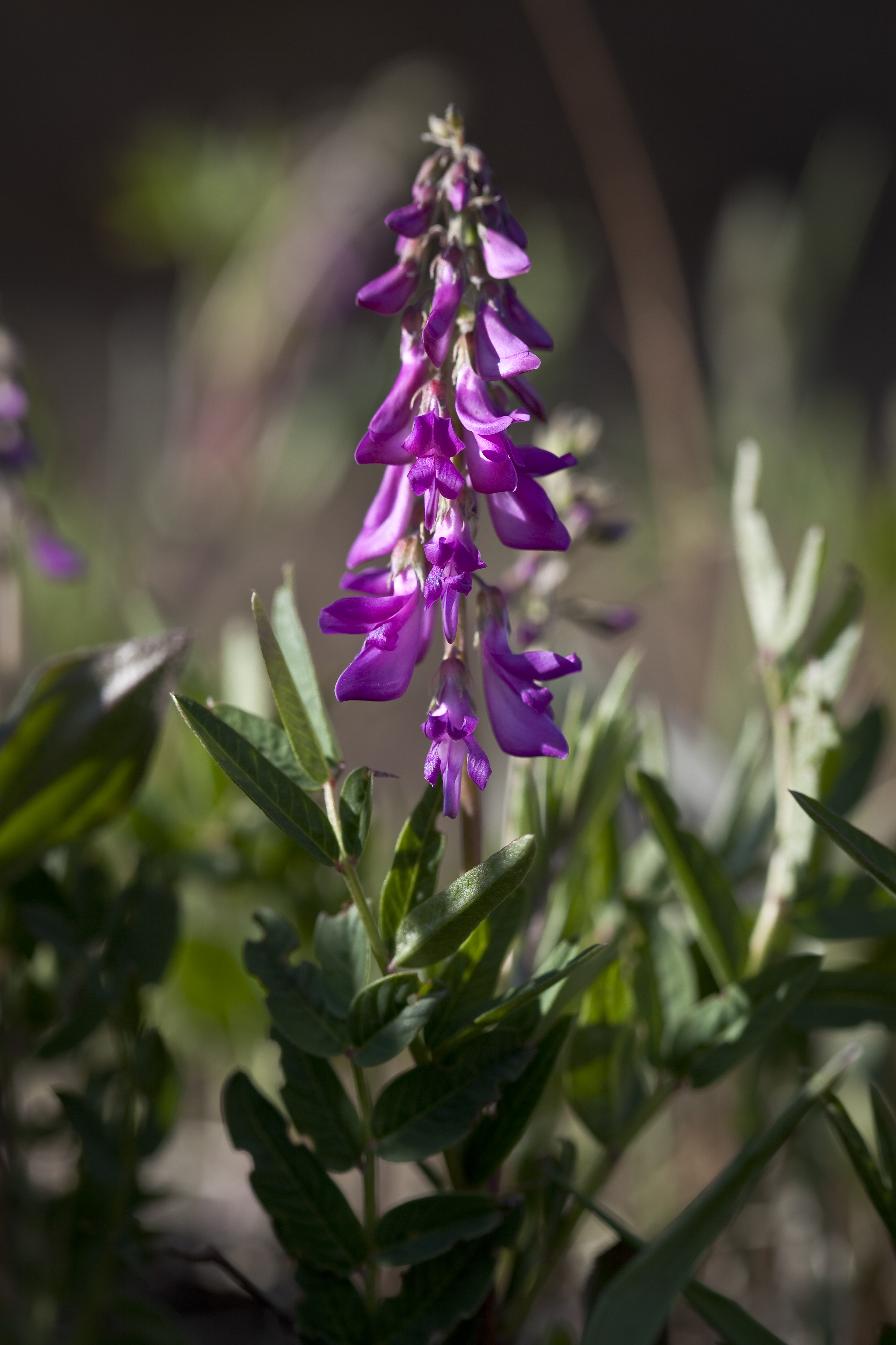
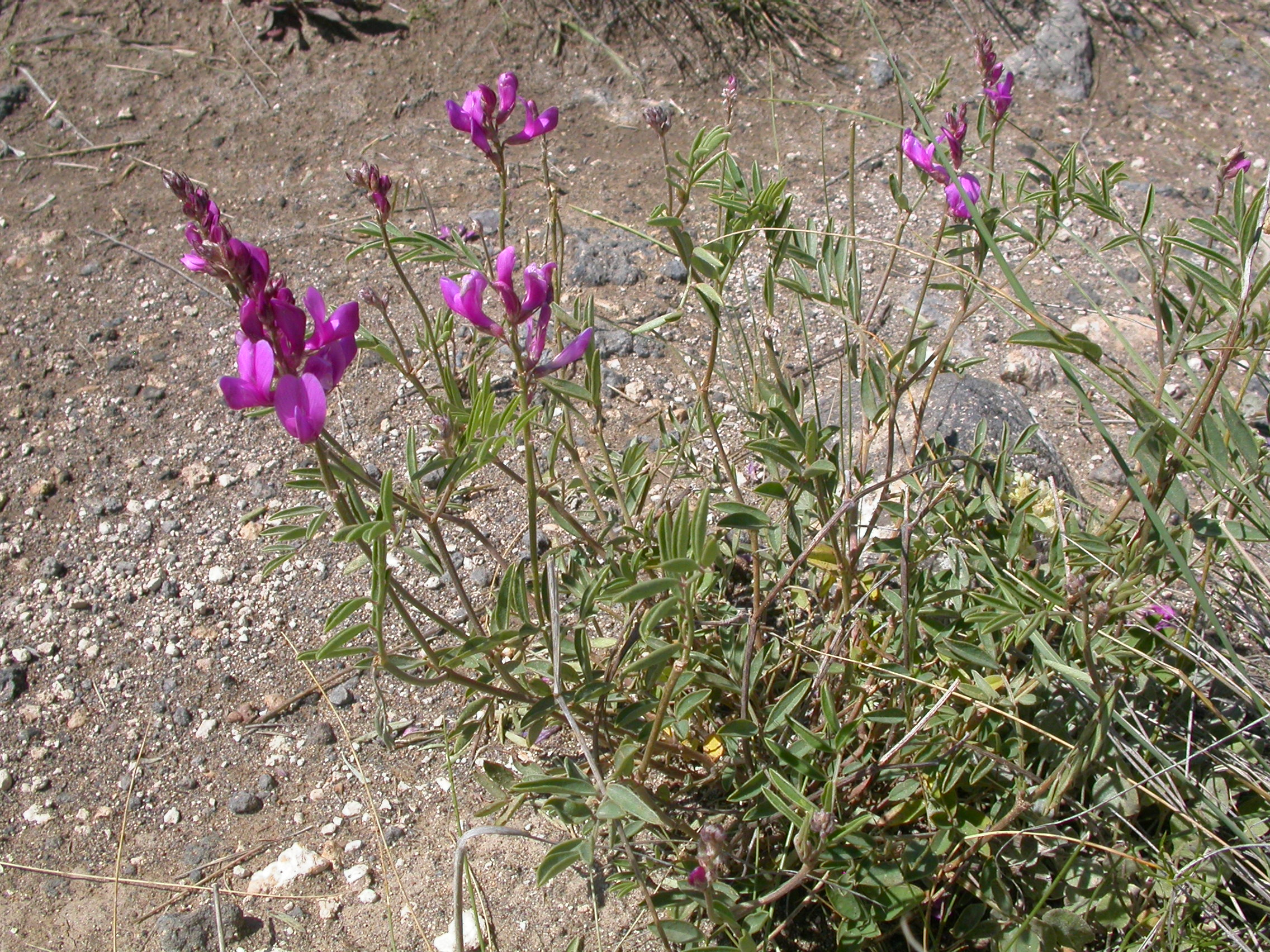
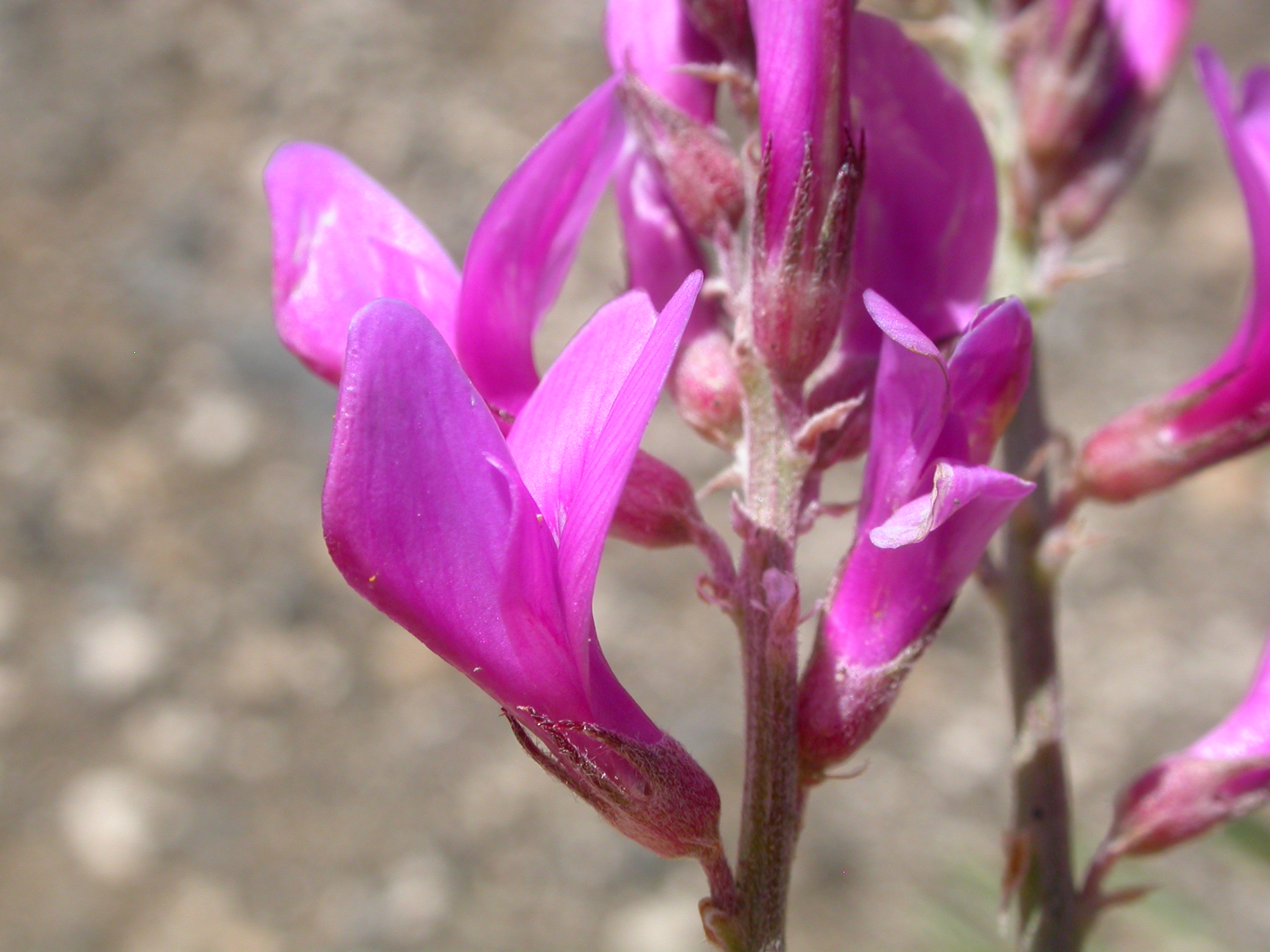
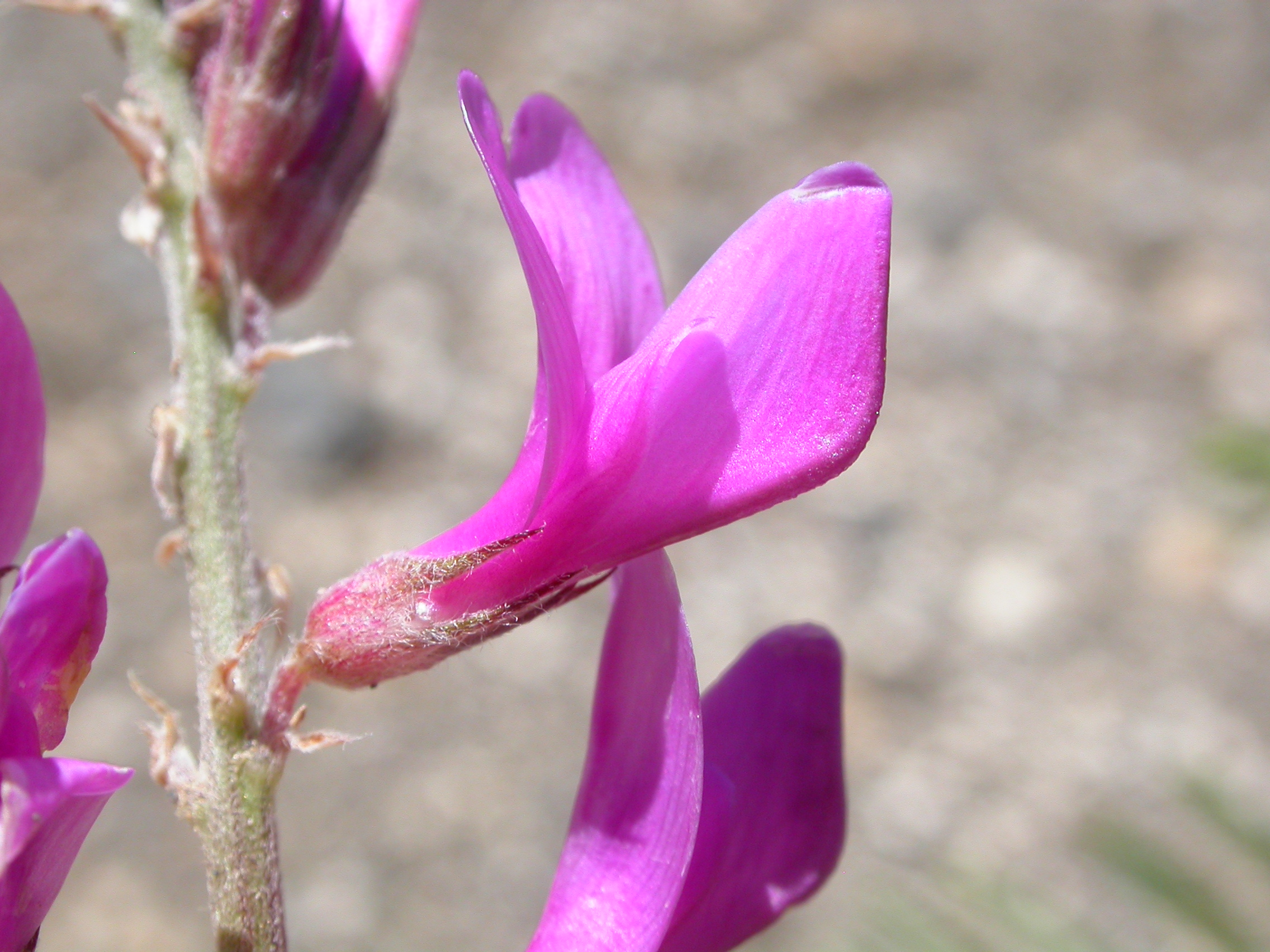
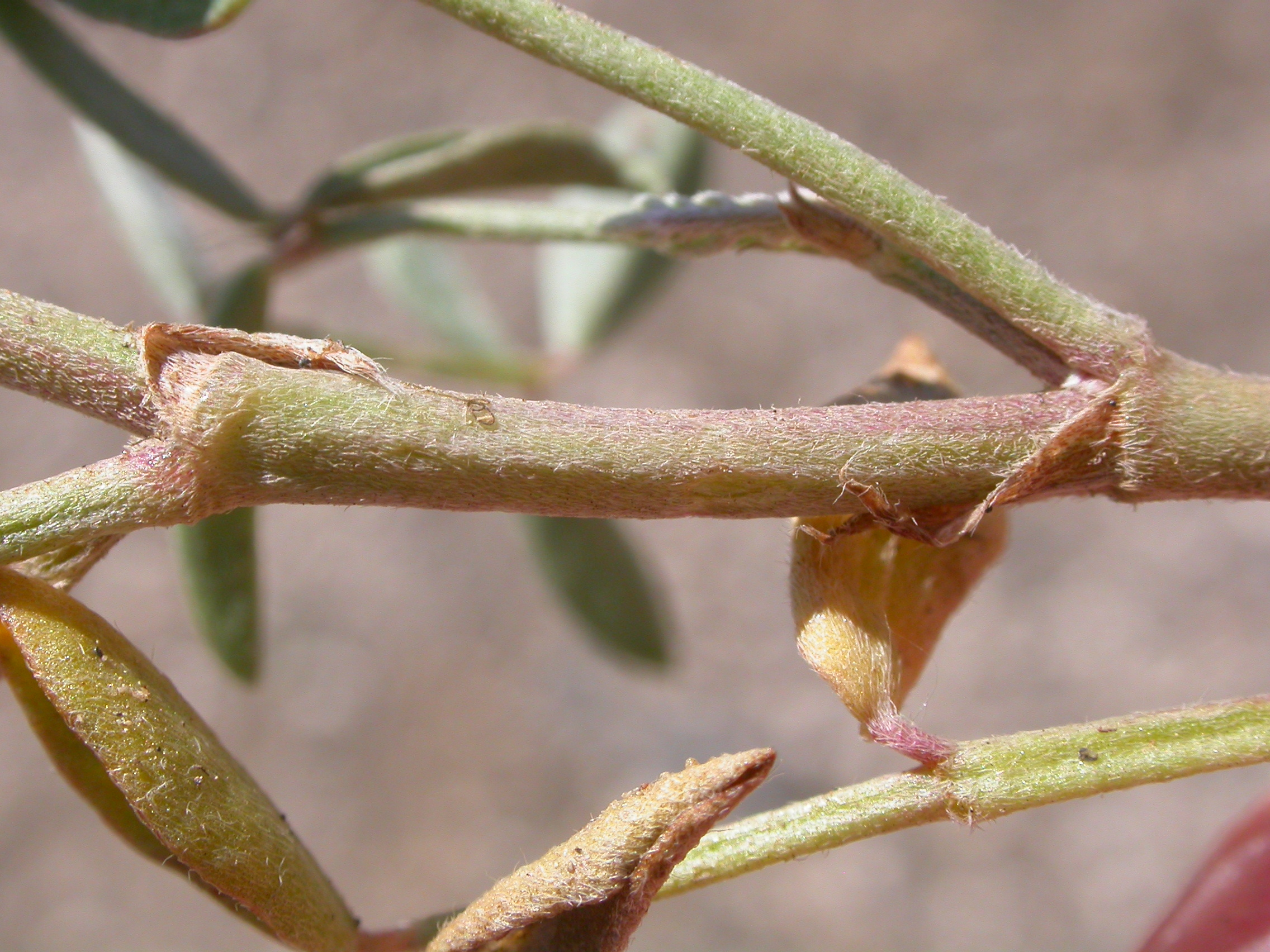